# Adelphithrips nothofagi
Adelphithrips nothofagi är en insektsart som beskrevs av Laurence A. Mound och Palmer 1980. Adelphithrips nothofagi ingår i släktet Adelphithrips och familjen smaltripsar. Inga underarter finns listade i Catalogue of Life.